# Consolea macracantha
Consolea macracantha es una especie de planta suculenta perteneciente al género Consolea, dentro de la familia Cactaceae. Se distribuye por Florida, las Bahamas, las Islas Caimán, Cuba y las Islas Turcas y Caicos.

## Descripción

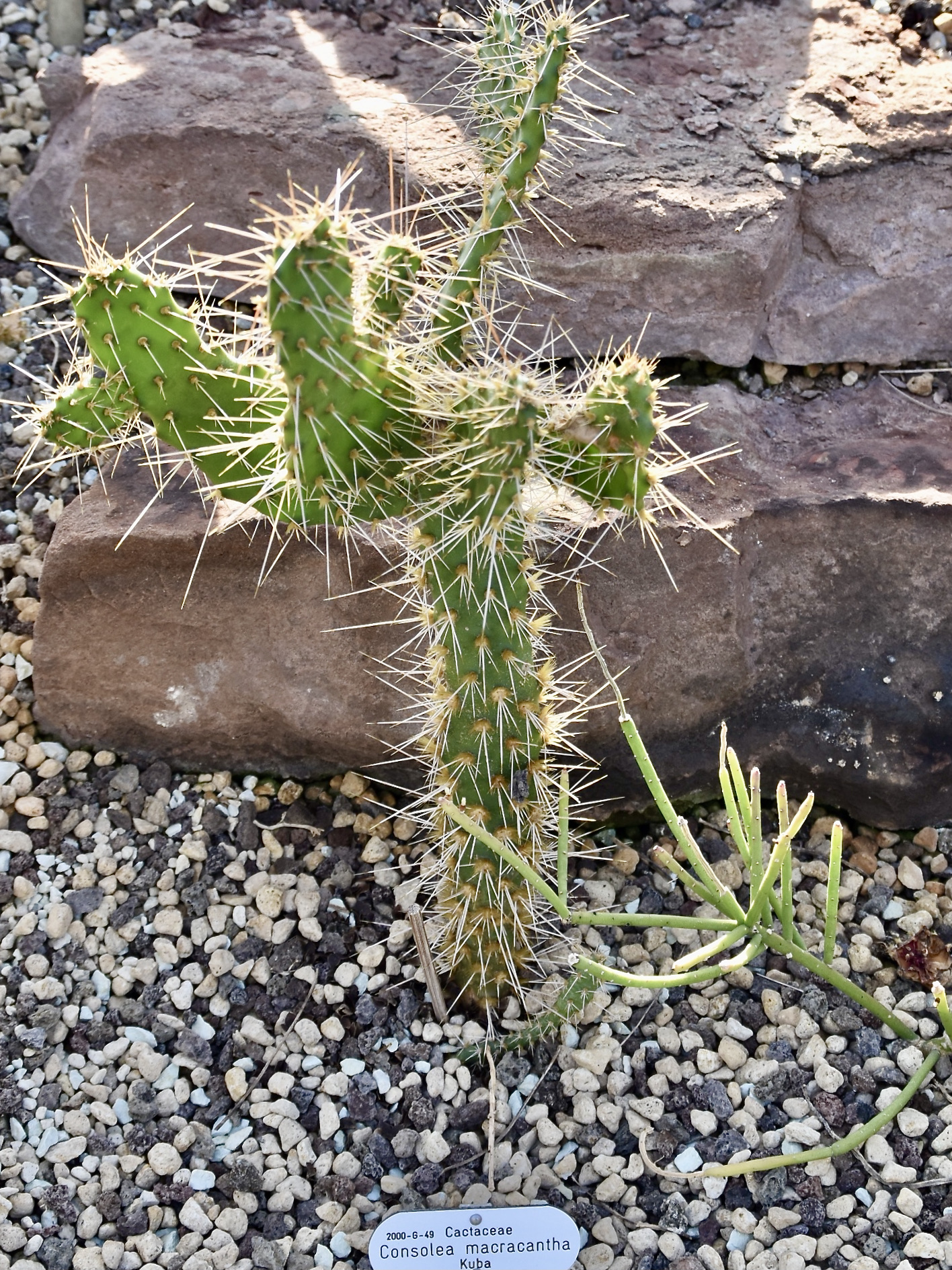
Detalle de las espinas

Consolea macracantha es una especie de cactus muy ramificado que alcanza alturas de hasta 3 m o más. Forma un tronco de hasta 15 cm de diámetro y está armado con numerosas espinas extendidas. De éste surgen ramas segmentadas de color verde brillante, planas y lisas, que se alargan hasta adquirir forma de huevo. 

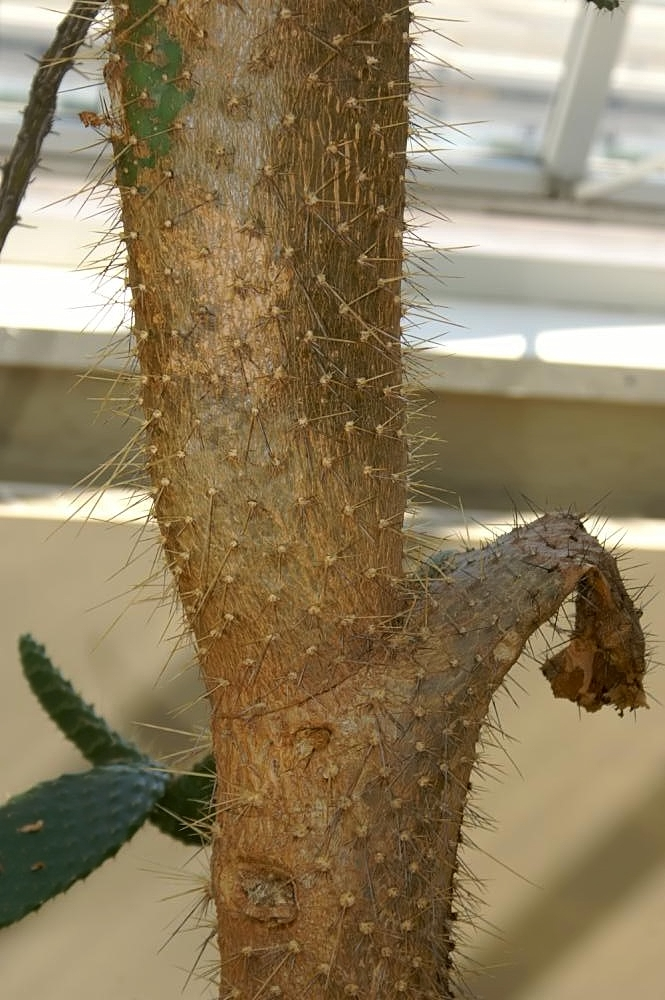
Detalle del tronco espinoso

Sobre los tallos se asientan areolas espaciadas entre 2 y 3 cm. Presentan gloquidios, pelos y de 1 a 4 espinas fuertes en forma de punzón. Son de color blanquecino, miden hasta 15 cm de largo y a veces pueden faltar.

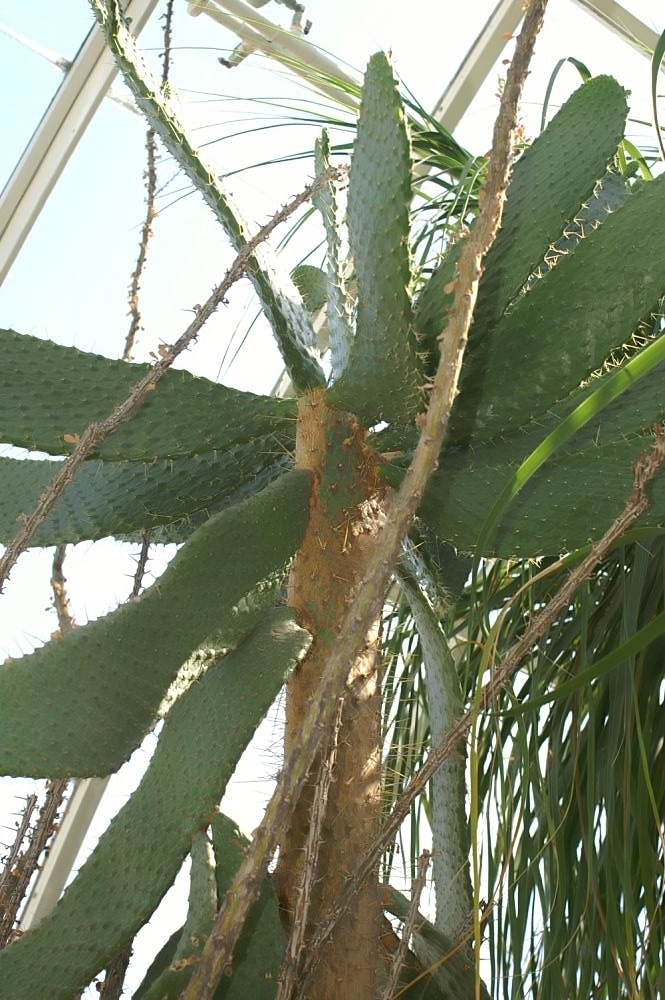
Hojas alargadas

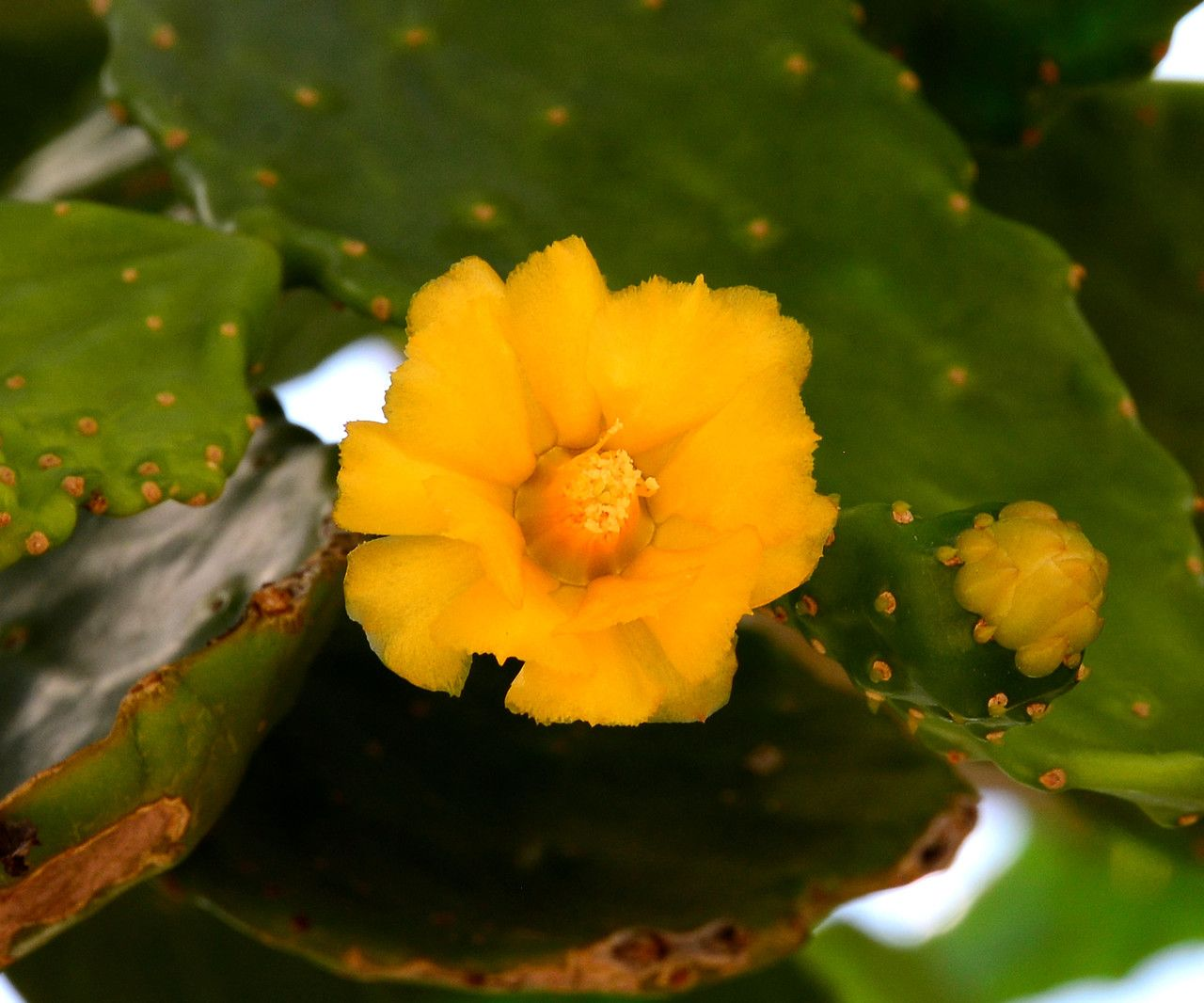
Detalle de la flor

Las flores son pequeñas y de color amarillo anaranjado. A menudo son numerosas, se abren durante el día y tienen brácteas muy extendidas.

## Distribución y hábitat
El área de distribución nativa de esta especie abarca desde Florida (Cayos) hasta las Bahamas, las Islas Caimán, Cuba y las Islas Turcas y Caicos, y crece principalmente en el bioma tropical estacionalmente seco.

## Taxonomía
La primera descripción de esta especie fue como Opuntia macracantha, publicada en 1866 por el botánico alemán August Heinrich Rudolf Grisebach en el libro ilustrado Catalogus plantarum cubensium: 116.
Posteriormente, el botánico alemán Alwin Berger colocó la especie en el género Consolea, pasando a llamarse Consolea macracantha y anotando estos cambios en el libro ilustrado Die Entwicklungslinien der Kakteen: 94 en el año 1926.
Etimología
- Consolea: nombre genérico otorgado en honor al botánico italiano Michelangelo Console, un inspector del Jardín Botánico de Palermo.
- macracantha: epíteto específico que deriva de las palabras griegas makros (que significa 'grande') y akanthos (que significa 'espina'), haciendo referencia a las largas espinas de la especie.[4]

Sinonimia
- Consolea corallicola Small (1930)
- Consolea macracantha subsp. nashii (Britton) Guiggi (2007)
- Consolea millspaughii (Britton) A.Berger (1926)
- Consolea millspaughii subsp. caymanensis Areces (2001)
- Consolea millspaughii subsp. corallicola (Small) Majure (2021)
- Consolea nashii (Britton) A.Berger (1926)
- Consolea nashii subsp. gibarensis Areces (1996)
- Consolea spinosissima subsp. corallicola (Small) Guiggi (2012)
- Consolea spinosissima subsp. millspaughii (Britton) Guiggi (2007)
- Opuntia corallicola (Small) Werderm. (1931)
- Opuntia macracantha Griseb. (1866)
- Opuntia millspaughii Britton (1908)
- Opuntia nashii Britton (1905)
- Opuntia nashii subsp. gibarensis (Areces) Govaerts (1999)

## Estado de conservación
En la Lista Roja de Especies Amenazadas de la UICN, la especie está clasificada como de “Preocupación Menor (LC)”.

## Usos

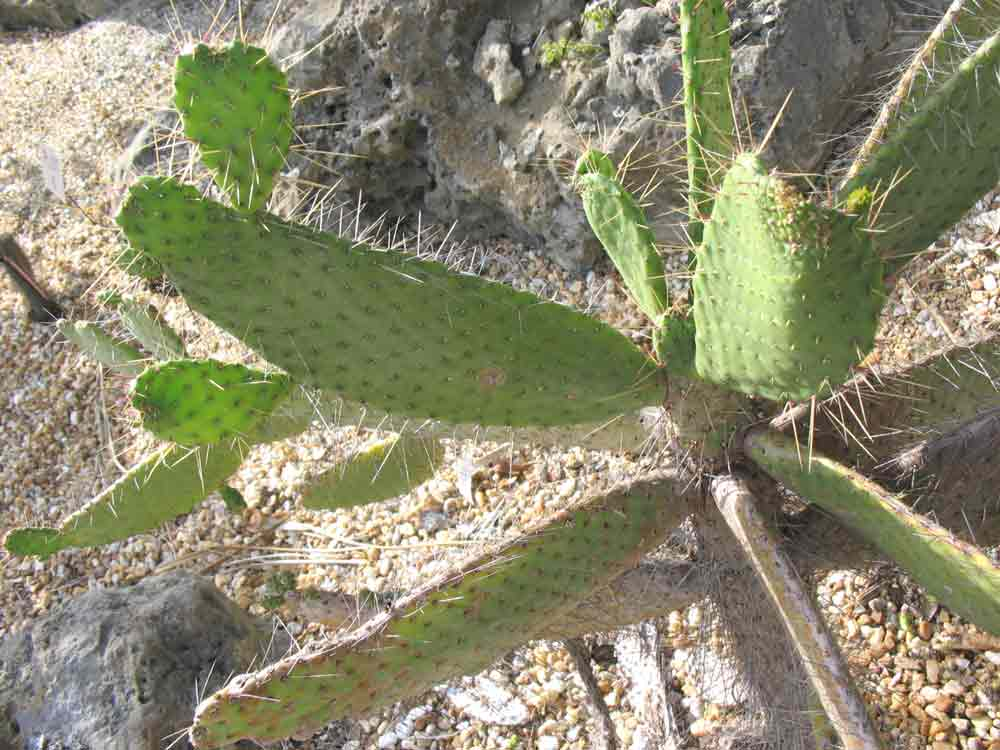
En cultivo

Se cultiva principalmente como planta ornamental y su propagación se realiza a través de esquejes o semillas.